# Digital Living Network Alliance
Digital Living Network Allicance forkortes DLNA er netværksalliance mellem producenter af forbrugerelektronik. Meningen med DLNA er at alle produkter som er mærkede DLNA skal kunne kommunikere sammen, uanset om de er produceret af forskellige producenter. Teknisk set er DLNA baseret på UPnP. 
For eksempel kan film og billeder lagret på en DLNA-mærket PC ses på DLNA-mærkede TV uden nogen former for bokse eller ekstraudstyr.
Kommunikationen og overførslen mellem DLNA-mærkede produkter sker ved hjælp af trådløst netværk, kablet netværk og bluetooth, hvilket varierer fra produkt til produkt.
En svaghed ved DLNA, er at det er en minimumsstandard, og den indtil nu understøtter relativt få formater. 
| Medietype | Obligatorisk formater | Valgfrie formater               |
| --------- | --------------------- | ------------------------------- |
| Billeder  | JPEG                  | PNG, GIF, TIFF                  |
| Lyd       | LPCM                  | AC3, AAC, MP3, WMA9, ATRAC3Plus |
| Video     | MPEG2                 | MPEG1, MPEG4, VC1, MPV1         |